# Guática
Guática is een gemeente in het Colombiaanse departement Risaralda. De gemeente telt 15.102 inwoners (2005). De gemeente ligt in de Cordillera Occidental op ruim 1800 meter hoogte. De rivieren Guática en Risaralda stromen door de gemeente.

## Etymologie
Het gebied waar de gemeente ligt werd bevolkt door het inheemse volk de Cariben. De cacique van de familie Anselma, Guática, vestigde zich in het gebied. De gemeente werd officieel op 22 april 1921 en genoemd naar het opperhoofd van de indianen.
Apía · Balboa · Belén de Umbría · Dosquebradas · Guática · La Celia · La Virginia · Marsella · Mistrató  · Pereira · Pueblo Rico · Quinchía · Santa Rosa de Cabal · Santuario